# الجامعة التونسية للتايكواندو
الجامعة التونسية للتايكواندو (بالفرنسية: Federation Tunisienne de Taekwondo)‏ هي جامعة رياضية تونسية تأسست في 30 نوفمبر 1999، تشرف على رياضة التايكوندو في تونس.

## أهداف
تهدف الجامعة إلى:
- تنظيم وتطوير ومراقبة ممارسة رياضة التايكوندو بمختلف أشكالها على التراب التونسي.
- إدارة وتنسيق أنشطة الجمعيات التي تضم الأعضاء الممارسين لرياضة التايكوندو بمختلف أشكالها.
- الدفاع عن مصالح رياضة التايكوندو في تونس.

## المسيرون
- الرئيس: محمد غنام
- 'نائب الرئيس'١:زياد بوعلي
- 'نائب الرئيس'٢: الحبيـب الجلاصـي
- امين مال:انيس عبيد

## عضوية
وهي عضو بالاتحاد العالمي للتايكوندو والاتحاد الدولي للتايكواندو.

## مقالات ذات صلة
- تايكوندو

## وصلة خارجية
- الموقع الرسمي للجامعة التونسية للتايكواندو.